# Thamnosma
Thamnosma là một chi thực vật có hoa thuộc họ vân hương, Rutaceae.

## Các loài tiêu biểu
- Thamnosma africana – Sandboegoe
- Thamnosma montana Torr. & Frém. – Turpentine Broom, Mohave Desert Rue
- Thamnosma socotrana Balf.f.
- Thamnosma texana (Gray) Torr. – Texas Desert Rue[2]